# Friedrich Karl Simon
Friedrich Karl Simon (* 25. März 1798 in Gettenau; † 14. Dezember 1881 in Gießen) war evangelischer Theologe und Abgeordneter.
Simon war der Sohn des Pfarrers Johannes Simon (1771–1832) und dessen Ehefrau Wilhelmine geborene Mosebach (1774–1849). Er heiratete am 25. November 1821 Luise geborene Mühause (1796–1850), die Tochter des Amtmanns Theophil Mühause († 1807) und der Katharina Karoline Luise geborene Butte.
Er erhielt zunächst Privatunterricht in der Familie und besuchte dann von 1814 bis 1815 das Gymnasium, bevor er von 1815 bis 1818 an der Universität Gießen Theologie studierte. Während seines Studiums wurde er 1815 Mitglied der Gießener Schwarzen unter Karl Follen, auch Gießener Burschenschaft Germania bzw. Germanenbund genannt und 1816 der Christlich-teutschen Burschenschaft/Ehrenspiegelburschenschaft. 1817 nahm er am Wartburgfest teil. 1818 bestand er seine theologischen Prüfungen. Von 1818 bis 1820 war er Hauslehrer in Nieder-Mockstadt, von 1820 bis 1821 Pfarrverwalter und von 1821 bis 1837 Pfarrer in Rodheim an der Horloff. Ab 1833 war er gleichzeitig Dekan des Dekanats Nidda. Von 1833 bis 1837 war er Superintendenturvikar und von 1837 bis 1874 Superintendent in der Provinz Oberhessen. 1848 war er Mitglied der Verfassungskommission der evangelischen Kirche. 1853 wurde er durch die Universität Gießen zum Ehrendoktor in Theologie (Dr. theol. h. c.) promoviert. 1872 wurde er Prälat der Evangelischen Landeskirche in Hessen. Mit der Funktion des Prälaten verbunden war der Sitz und die Vertretung der evangelischen Kirche in der Ersten Kammer der Landstände des Großherzogtums Hessen. Am 31. Oktober 1872 legte er seinen Abgeordneteneid ab. Seit dem 13. Dezember 1873 ließ er sich in der Kammer durch Carl Schmitt vertreten. 1874 wurde er auf eigenen Wunsch hin pensioniert. Er wurde von der Stadt Gießen zum Ehrenbürger ernannt.